# Musculus extensor carpi radialis brevis
Der Musculus extensor carpi radialis brevis (lat. für „kurzer speichenseitiger Handstrecker“ oder „kurzer radialer Handstrecker“) ist einer der an der Speiche (Radius) gelegenen Muskeln des Unterarms. Er wird am Ursprung überlagert vom Musculus extensor carpi radialis longus. Die Ansatzsehne zieht, gemeinsam mit der Ansatzsehne des Musculus extensor carpi radialis longus, durch das zweite Sehnenscheidenfach des Retinaculum extensorum und wölbt beim Faustschluss die Haut stark vor.
Bei den meisten vierfüßigen Säugetieren ist dieser Muskel nicht ausgebildet.
Der Muskel wird über Nervenfasern des Ramus profundus des Nervus radialis innerviert.

## Funktion
Der Musculus extensor carpi radialis brevis streckt, genauso wie der Musculus extensor carpi radialis longus, die Hand im Handgelenk. Außerdem beteiligt er sich an der Abduktion (Abknicken der Hand in Richtung Daumen, Radialabduktion).